# Corno Miller
Il Corno Miller (3 373 m s.l.m.) è una montagna del Gruppo dell'Adamello nelle Alpi Retiche meridionali. Si trova in Lombardia (provincia di Brescia).

## Caratteristiche
La montagna è collocata alla testata della Val Miller e della Val Salarno. Il Passo dell'Adamello la separa dall'Adamello.
La cima si trova all'interno del territorio comunale di Saviore dell'Adamello sebbene a pochissimi metri dal confine con il comune di Sonico.

## Salita alla vetta
Si può salire sulla vetta partendo dal Rifugio Serafino Gnutti (2.166 m).